# Zapasy na Letnich Igrzyskach Olimpijskich 1964 – kategoria do 63 kg w stylu klasycznym
Zmagania mężczyzn do 63 kg to jedna z ośmiu męskich konkurencji w zapasach w stylu klasycznym rozgrywanych podczas Letnich Igrzysk Olimpijskich 1964. Pojedynki w tej kategorii wagowej odbyły się w dniach 16 – 19 października.
Punktacja opierała się na systemie "złych punktów karnych". Zwycięzca otrzymywał zero punktów za wygraną przez "tusz" (łopatki), a jeden punkt za wygraną na punkty. Dwa punkty przyznawano zawodnikom za remis. Za porażkę na punkty zawodnik otrzymywał trzy punkty, a za przegraną na łopatki przyznawano 4 punkty karne. Uzyskanie sześciu lub więcej punktów eliminowało zapaśnika z turnieju. Najlepsza trójka walczyła w rundzie finałowej. 

## Klasyfikacja[1]
| Pozycja | Nazwisko             | Kraj              |
| ------- | -------------------- | ----------------- |
| 1       | Imre Polyák          | Węgry             |
| 2       | Roman Rurua          | ZSRR              |
| 3       | Branislav Martinović | Jugosławia        |
| 4       | Ron Finley           | Stany Zjednoczone |
| 4       | Mustafa Hamid Mansur | Egipt             |
| 6       | Kōji Sakurama        | Japonia           |
| 6       | Joseph Mewis         | Belgia            |
| 6       | Rasoul Mir Malek     | Iran              |
| 9       | Georges Ballery      | Francja           |
| 9       | Kazimierz Macioch    | Polska            |
| 11      | Hans Marte           | Austria           |
| 11      | Svend Skrydstrup     | Dania             |
| 11      | Marin Bolocan        | Rumunia           |
| 14      | Don Cacas            | Australia         |
| 15      | Kyösti Lehtonen      | Finlandia         |
| 16      | Erik Olsson          | Szwecja           |
| 17      | Lothar Schneider     | Niemcy            |
| 18      | Dinko Petrow         | Bułgaria          |
| 18      | Petros Galaktopulos  | Grecja            |
| 20      | Matti Jutila         | Kanada            |
| 20      | Müzahir Sille        | Turcja            |
| 22      | Kim Bong-jo          | Korea Południowa  |
| 22      | Mario Tovar          | Meksyk            |
| 24      | Nour Aka Sayed       | Afganistan        |
| 24      | Rubén Leibovich      | Argentyna         |
| 24      | Bandu Patil          | Indie             |
| 24      | Antonio Senosa       | Filipiny          |

## Wyniki

### Pierwsza runda[2]
| Zwycięzca            | Punkty karne | Wynik     | Przegrany            | Punkty karne |
| -------------------- | ------------ | --------- | -------------------- | ------------ |
| Rasoul Mir Malek     | 1            | Na punkty | Mustafa Hamid Mansur | 3            |
| Erik Olsson          | 1            | Na punkty | Marin Bolocan        | 3            |
| Branislav Martinović | 0            | Łopatki   | Nour Aka Sayed       | 4            |
| Lothar Schneider     | 2            | Remis     | Dinko Petrow         | 2            |
| Kyösti Lehtonen      | 0            | Łopatki   | Rubén Leibovich      | 4            |
| Müzahir Sille        | 2            | Remis     | Svend Skrydstrup     | 2            |
| Roman Rurua          | 1            | Na punkty | Kazimierz Macioch    | 3            |
| Joseph Mewis         | 0            | Łopatki   | Bandu Patil          | 4            |
| Hans Marte           | 0            | Łopatki   | Antonio Senosa       | 4            |
| Kōji Sakurama        | 1            | Na punkty | Mario Tovar          | 3            |
| Petros Galaktopulos  | 1            | Na punkty | Kim Bong-jo          | 3            |
| Imre Polyák          | 1            | Na punkty | Ron Finley           | 3            |
| Matti Jutila         | 2            | Remis     | Don Cacas            | 2            |
| Georges Ballery      | 0            | Bez walki |                      |              |

### Druga runda[3]
| Zwycięzca            | Punkty karne | Wynik                       | Przegrany           | Punkty karne |
| -------------------- | ------------ | --------------------------- | ------------------- | ------------ |
| Mustafa Hamid Mansur | 4            | Na punkty                   | Georges Ballery     | 3            |
| Kazimierz Macioch    | 3            | Wycofał się w trakcie walki | Bandu Patil         | 8            |
| Kōji Sakurama        | 1            | Łopatki                     | Antonio Senosa      | 8            |
| Erik Olsson          | 3            | Remis                       | Rasoul Mir Malek    | 3            |
| Marin Bolocan        | 3            | Łopatki                     | Nour Aka Sayed      | 8            |
| Joseph Mewis         | 0            | Wycofał się w trakcie walki | Mario Tovar         | 7            |
| Hans Marte           | 1            | Na punkty                   | Petros Galaktopulos | 4            |
| Imre Polyák          | 1            | Łopatki                     | Kim Bong-jo         | 7            |
| Branislav Martinović | 2            | Remis                       | Lothar Schneider    | 4            |
| Ron Finley           | 3            | Wycofał się w trakcie walki | Matti Jutila        | 6            |
| Kyösti Lehtonen      | 2            | Remis                       | Dinko Petrow        | 4            |
| Roman Rurua          | 1            | Łopatki                     | Müzahir Sille       | 6            |
| Svend Skrydstrup     | 2            | Dyskwalifikacja             | Rubén Leibovich     | 8            |
| Don Cacas            | 2            | Bez walki                   |                     |              |

### Trzecia runda[4]
| Zwycięzca            | Punkty karne | Wynik                       | Przegrany           | Punkty karne |
| -------------------- | ------------ | --------------------------- | ------------------- | ------------ |
| Georges Ballery      | 4            | Na punkty                   | Don Cacas           | 5            |
| Mustafa Hamid Mansur | 5            | Na punkty                   | Erik Olsson         | 6            |
| Marin Bolocan        | 5            | Remis                       | Rasoul Mir Malek    | 5            |
| Branislav Martinović | 2            | Wycofał się w trakcie walki | Dinko Petrow        | 8            |
| Kyösti Lehtonen      | 3            | Na punkty                   | Lothar Schneider    | 7            |
| Roman Rurua          | 2            | Na punkty                   | Svend Skrydstrup    | 5            |
| Kazimierz Macioch    | 4            | Na punkty                   | Joseph Mewis        | 3            |
| Kōji Sakurama        | 2            | Na punkty                   | Hans Marte          | 4            |
| Imre Polyák          | 1            | Łopatki                     | Petros Galaktopulos | 8            |
| Ron Finley           | 3            | Bez walki                   |                     |              |

### Czwarta runda[5]
| Zwycięzca            | Punkty karne | Wynik                       | Przegrany         | Punkty karne |
| -------------------- | ------------ | --------------------------- | ----------------- | ------------ |
| Ron Finley           | 3            | Łopatki                     | Don Cacas         | 9            |
| Rasoul Mir Malek     | 6            | Na punkty                   | Georges Ballery   | 7            |
| Mustafa Hamid Mansur | 6            | Na punkty                   | Marin Bolocan     | 8            |
| Branislav Martinović | 3            | Na punkty                   | Svend Skrydstrup  | 8            |
| Roman Rurua          | 3            | Na punkty                   | Joseph Mewis      | 6            |
| Imre Polyák          | 1            | Wycofał się w trakcie walki | Hans Marte        | 8            |
| Kōji Sakurama        | 3            | Na punkty                   | Kazimierz Macioch | 7            |
|                      |              | Wycofał się                 | Kyösti Lehtonen   |              |

### Piąta runda[6]
| Zwycięzca            | Punkty karne | Wynik     | Przegrany     | Punkty karne |
| -------------------- | ------------ | --------- | ------------- | ------------ |
| Branislav Martinović | 4            | Na punkty | Ron Finley    | 6            |
| Roman Rurua          | 4            | Na punkty | Kōji Sakurama | 6            |
| Imre Polyák          | 1            | Bez walki |               |              |

### Runda finałowa[7]
| Zwycięzca   | Wynik | Przegrany   |
| ----------- | ----- | ----------- |
| Imre Polyák | Remis | Roman Rurua |